# Eric Bristow
Eric John Bristow (ur. 25 kwietnia 1957 w Londynie, zm. 5 kwietnia 2018 w Liverpoolu) – brytyjski darter, wielokrotny mistrz świata. 

## Życiorys
Jego umiejętności pozwoliły w latach 80. XX wieku przeistoczyć dart w sport międzynarodowy i pokazywany masowo w telewizji.
Był pięciokrotnym mistrzem świata federacji BDO, pięciokrotnym zwycięzcą turnieju Winmau World Masters.
Jest kawalerem Orderu Imperium Brytyjskiego (wyróżnienie otrzymał w 1989). Wraz z Johnem Lowe został w 2005 wprowadzony do PDC Hall of Fame, listy zrzeszającej najlepszych darterów w historii.
Zmarł 5 kwietnia 2018 na zawał serca.

## Mistrzostwa Świata

### Zwycięstwa
| Rok  | Turniej                      | Przeciwnik     | Wynik |
| 1980 | BDO World Darts Championship | Bobby George   | 5-3   |
| 1981 | BDO World Darts Championship | John Lowe      | 5-3   |
| 1984 | BDO World Darts Championship | Dave Whitcombe | 7-1   |
| 1985 | BDO World Darts Championship | John Lowe      | 6-2   |
| 1986 | BDO World Darts Championship | Dave Whitcombe | 6-0   |

### 2. miejsca
| Rok  | Turniej                      | Przeciwnik       | Wynik |
| 1983 | BDO World Darts Championship | Keith Deller     | 6-5   |
| 1987 | BDO World Darts Championship | John Lowe        | 6-4   |
| 1989 | BDO World Darts Championship | Jocky Wilson     | 6-4   |
| 1990 | BDO World Darts Championship | Phil Taylor      | 6-1   |
| 1991 | BDO World Darts Championship | Dennis Priestley | 6-0   |